# جان فرانس ويليمز
جان فرانس ويليمز هو باحث في الرومانسية وكاتب بلجيكي، ولد في 11 مارس 1793 في Boechout ‏ في بلجيكا، وتوفي في 24 يونيو 1846 في غنت في بلجيكا.

## وصلات خارجية
- جان فرانس ويليمز على موقع الموسوعة البريطانية (الإنجليزية)
- جان فرانس ويليمز على موقع ميوزك برينز (الإنجليزية)